# Spartachiadi (Cecoslovacchia)
Le Spartachiadi in Cecoslovacchia erano delle esibizioni di massa di ginnasti, che venivano svolte durante il regime comunista. Tali manifestazioni ebbero il nome di Spartachiadi in onore del tracio Spartaco che dal 73 al 71 a.C. capeggiò una rivolta di schiavi nella più impegnativa delle guerre servili che Roma dovette affrontare.

## Storia
Il termine Spartachiadi era stato usato per la prima volta da Jiří František Chaloupecký per una grande manifestazione ginnica di massa organizzata dalla FDTJ (Federace Dělnických Tělovýchovných Jednot), la Federazione di Educazione Fisica Unita dei Lavoratori, che si svolse nel giugno 1921 a Praga in contrapposizione ad analoghe manifestazione denominate Slety che venivano organizzate dall'associazione dei Sokol; la manifestazione venne denominata Maninská spartakiáda, dal nome della località in cui si svolse, in un'ansa del fiume Moldava, all'epoca alla periferia di Praga. Chaloupecký, funzionario delle ferrovie cecoslovacche era uno dei leader cechi del movimento rivoluzionario proletario nello sport e cofondatore del Partito Comunista di Cecoslovacchia.
Dopo la seconda guerra mondiale con la conquista del potere da parte dei comunisti le Spartachiadi presero il posto dei tradizionali Slety dell'associazione dei Sokol ed erano un evento propagandistico gigantesco organizzato dal regime comunista. Nel corso di tali manifestazioni si alternavano vari gruppi, civili e militari, maschili e femminili, di varie età, suddivisi in un gran numero di categorie. Teatro di tali esibizioni era il Velký Strahovský Stadion di Praga. Le Spartachiadi vennero organizzate con una cadenza quinquennale.

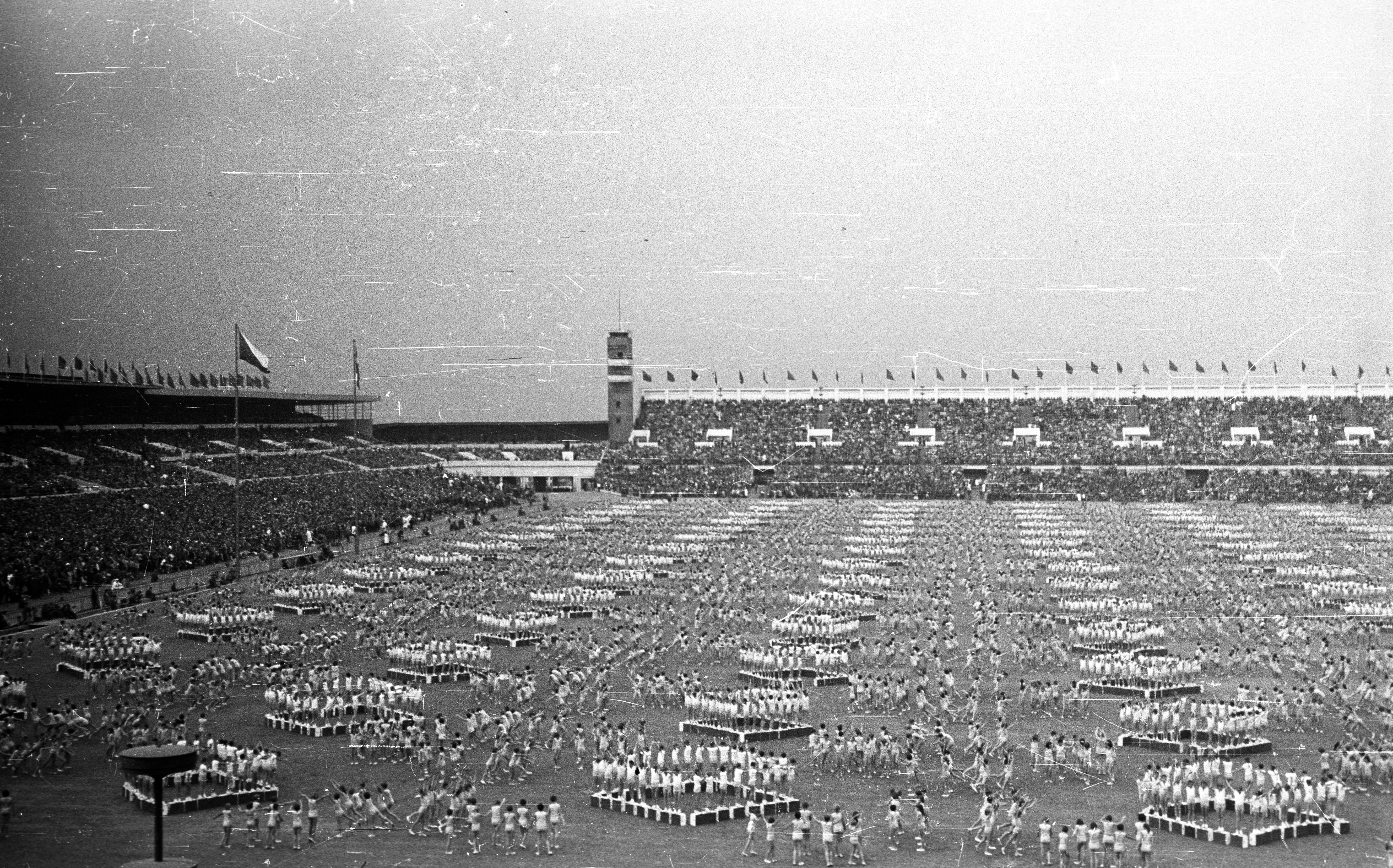
Spartachiadi del 1965

La prima di queste manifestazioni venne svolta nel 1955, 10º anniversario ell'ingresso dell'Armata Rossa in Cecoslovacchia. Altre Spartachiadi vennero svolte nel 1960 e nel 1965.  Alle Spartachiadi del 1960 presero parte oltre 750.000 ginnasti e all'evento assistettero oltre 2 milioni di telespettatori. Le Spartachiadi del 1970 non vennero svolte in quanto il 21 agosto 1968 l'invasione sovietica aveva posto fine alla Primavera di Praga e, il timore che a solo due anni dall'invasione una grande riunione di massa avrebbe potuto favorire una grande manifestazione contro il regime, portò alla sospensione della manifestazione. Le Spartachiadi ripresero regolarmente nel 1975 e nell'occasione lo Stadio di Strahov venne per l'ultima volta riammodernato e ampliato. Alle Spartachiadi del 1975 seguirono quelle del 1980 e del 1985 e nell'occasione venne riaperta la funicolare di Petřín, che era stata chiusa nel 1965 a causa di smottamenti nella collina di Petřín, nella cui parte occidentale sorgeva il complesso sportivo di Strahov. Alle Spartachiadi del 1985 hanno partecipato 13.824 militari, divisi in 96 squadre di 144 uomini.
Le Spartachiadi del 1990, che si svolsero pochi mesi dopo la rivoluzione di velluto di Václav Havel, che nel 1989 aveva posto fine al regime comunista, vennero celebrate in tono minore rispetto alla consuetudine, con l'assenza di molte categorie e soprattutto dei ginnasti slovacchi. L'evento nell'occasione venne spostato allo Stadion Evžena Rošického.
Nell'Albania socialista sei manifestazioni simili a quelle ceche si sono svolte con il nome di Spartachiadi nel 1959, 1969, 1974, 1979, 1984, e 1989.